# 田培炎
田培炎（1961年—），男，汉族，湖南津市市人，中华人民共和国政治人物。现任中央政策研究室副主任。第十四届全国政协委员。